# Solenodon marcanoi
Solenodon marcanoi was een zoogdier uit de familie van de solenodons (Solenodontidae). De wetenschappelijke naam van de soort werd voor het eerst geldig gepubliceerd door Patterson in 1962.